# Rüdern (Dietenhofen)
Rüdern (fränkisch: Ridean) ist ein Gemeindeteil des Marktes Dietenhofen im Landkreis Ansbach (Mittelfranken, Bayern). Rüdern liegt in der Gemarkung Kleinhaslach.

## Geografie
Beim Weiler entspringt der Hutweihergraben, ein rechter Zufluss der Bibert. Im Ort gibt es einen Blasensandstein-Aufschluss, der als Geotop ausgezeichnet ist. 0,8 km westlich liegt das Waldgebiet Rotbusch, im Nordwesten das Bayreuther Holz und 0,5 km südlich das Waldgebiet Adelweidach. 0,5 km nordöstlich liegt die Flur Koller. Gemeindeverbindungsstraßen führen nach Götteldorf (2,8 km nordwestlich), nach Haunoldshofen (2,2 km östlich), nach Dietenhofen (2 km östlich), nach Adelmannsdorf zur Kreisstraße AN 17 (1,6 km südwestlich) und nach Leonrod zur AN 24 (1,1 km nordöstlich).

## Geschichte
Der Ort wurde 1269 als „Rutherin“ erstmals urkundlich erwähnt. Der Ortsname leitet sich von riutan (ahd. für reuten, roden) ab. Die Weiterentwicklung zu der heutigen Form ist ähnlich wie bei dem Ort Rittern untypisch; zu erwarten wäre nach den Gesetzen der Lautverschiebung eigentlich die Form Reutern.
Es gab in Rüdern von 1500 bis 1723 eine Kapelle.
Gegen Ende des 18. Jahrhunderts gab es in Rüdern 4 Anwesen (1 Hof mit Schafweiderecht, 2 halbe Schaf- und Maierhöfe, 1 Gut). Das Hochgericht übte das brandenburg-ansbachische Hofkastenamt Ansbach aus. Die Dorf- und Gemeindeherrschaft und die Grundherrschaft über die Anwesen hatte das brandenburg-bayreuthische Kastenamt Dietenhofen inne. Außerdem gab es noch ein Wohnhaus, das von Abgaben befreit war. Von 1797 bis 1808 unterstand der Ort dem Justiz- und Kammeramt Ansbach.
Im Rahmen des Gemeindeedikts wurde Rüdern dem 1808 gebildeten Steuerdistrikt Kleinhaslach und der 1811 gegründeten Ruralgemeinde Kleinhaslach zugeordnet. Diese wurde am 1. Juli 1972 im Zuge der Gebietsreform in Bayern in den Markt Dietenhofen eingegliedert.

### Baudenkmal
- Grenzstein: 100 m außerhalb des Ortes Richtung Dietenhofen[13]

### Einwohnerentwicklung
| Jahr      | 001818 | 001840 | 001861 | 001871 | 001885 | 001900 | 001925 | 001950 | 001961 | 001970 | 001987 | 002005 | 002013 |
| Einwohner | 51     | 52     | 49     | 45     | 44     | 39     | 41     | 65     | 39     | 45     | 33     | 40     | 37     |
| Häuser    | 9      | 9      |        |        | 8      | 8      | 6      | 7      | 8      |        | 8      |        |        |
| Quelle    | [ 15 ] | [ 16 ] | [ 17 ] | [ 18 ] | [ 19 ] | [ 20 ] | [ 21 ] | [ 22 ] | [ 23 ] | [ 24 ] | [ 25 ] | [ 26 ] | [ 1 ]  |

## Religion
Der Ort ist seit der Reformation evangelisch-lutherisch geprägt und nach St. Andreas (Dietenhofen) gepfarrt. Die Einwohner römisch-katholischer Konfession waren ursprünglich nach Unsere Liebe Frau (Heilsbronn) gepfarrt, seit den 1980er Jahren ist die Pfarrei St. Bonifatius (Dietenhofen) zuständig.